# 85 a. C.
El año 85 a. C. fue un año del calendario romano prejuliano. En el Imperio romano, fue conocido como el año 669 Ab Urbe condita.

## Acontecimientos

### Grecia
- Saqueo de Atenas.

### Roma
- Fin de la primera primera guerra mitridática: Lucio Cornelio Sila derrota de nuevo a Arquelao en la decisiva Batalla de Orcómeno.
- Julio César tiene su primer matrimonio y muere su padre

## Nacimientos
- Marco Junio Bruto, senador y militar romano (m. 42 a. C.).

## Fallecimientos
- Cayo Julio César, padre de Julio César, Dictador romano.